# St. Ägidius (Rothhausen, evangelisch)

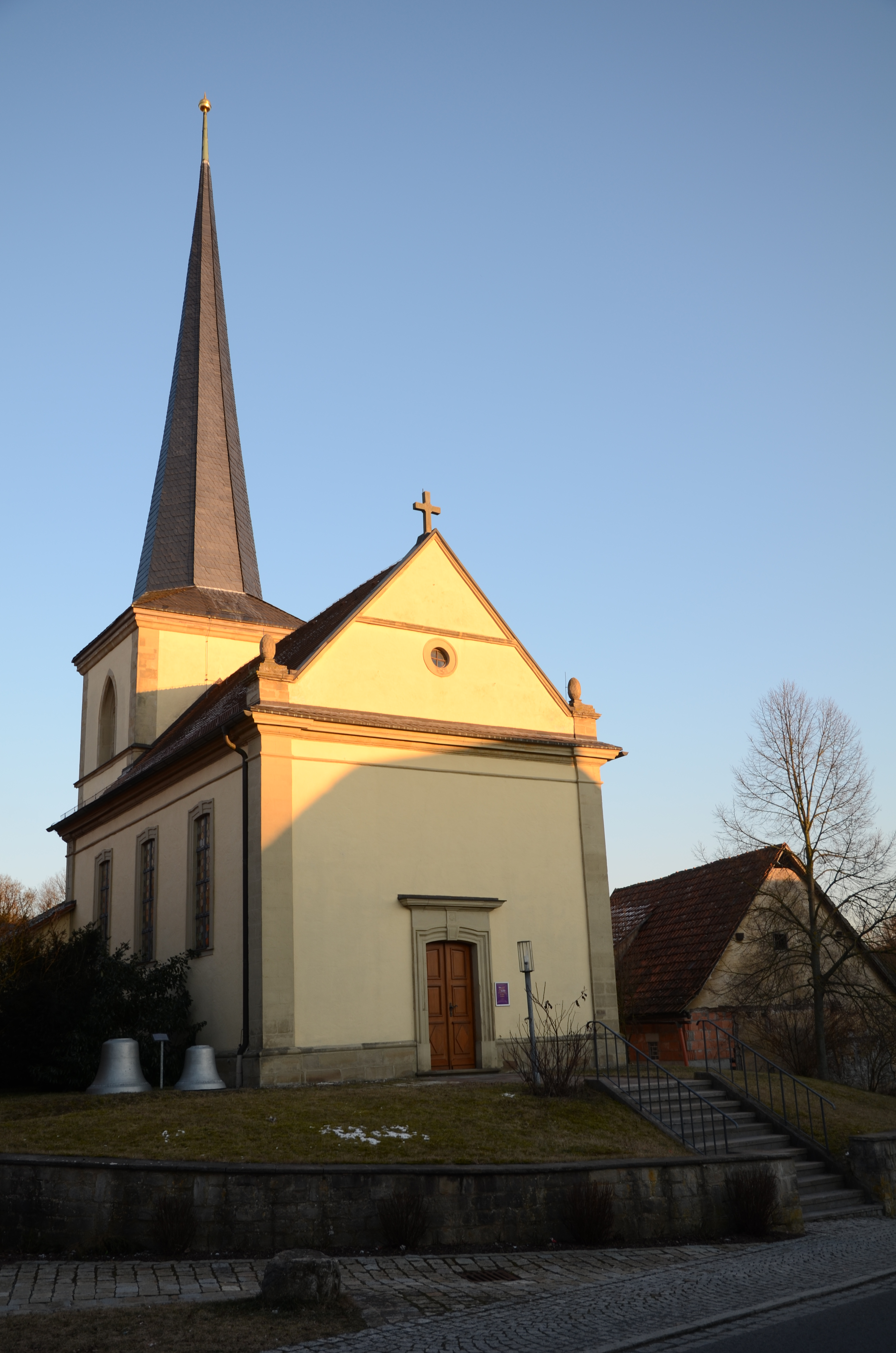
Die evangelische St. Ägidius-Kirche von Rothhausen

Die evangelisch-lutherische Kirche St. Ägidius befindet sich in  Rothhausen, einem Stadtteil der Gemeinde Thundorf in Unterfranken im unterfränkischen Landkreis Bad Kissingen. Sie ist dem heiligen Ägidius geweiht. Die Kirchengemeinde Rothhausen gehört seit 2013 ebenso wie die von Maßbach, Volkershausen, Poppenlauer und Thundorf zur evangelisch-lutherischen Pfarrei Lauertal im Dekanat Schweinfurt.
Die Kirche gehört zu den Thundorfer Baudenkmälern und ist unter der Nummer D-6-72-157-24 in der Bayerischen Denkmalliste registriert.
in Rothhausen befindet sich eine weitere Kirche gleichen Namens, die römisch-katholische, 1924 entstandene St.-Ägidius-Kirche.

## Geschichte
Die heutige evangelische St.-Ägidius-Kirche war Simultankirche des Ortes, bis im Jahr 1924 die katholische St. Ägidius-Kirche in Rothhausen erbaut wurde.
Der Chorturm des als Saalbau angelegten Kirchenbaus stammt in seinem Kern aus dem 14. Jahrhundert. Da Rothhausen im Gegensatz zu Thundorf und Theinfeld über keine wehrhafte Burg verfügte, war die Kirche als Wehrkirche Zufluchtsort im Falle eines Angriffs und dementsprechend in ihrer ersten Anlage wohl nach Art einer Burg gebaut. Der Turm wurde, wie die Sandsteintafel am Obergeschoss des Turmes besagt, im Jahr 1608 erhöht; in diesem Zusammenhang bekam er seine heutige Form eines Julius-Echter-Turms.
Aus dem Jahr 1585 stammt der Taufstein der Kirche mit einer Figurendarstellung der Taufe Jesu durch Johannes den Täufer. Die in den beschwingten Formen des Spätbarocks geschnitzte Holzfigur wurde wahrscheinlich von einem ländlichen Bildschnitzer geschaffen.
Im Jahr 1713 wurde die Orgel der Thundorfer Bergkirche für die St.-Ägidius-Kirche käuflich erworben. Doch da diese schadhaft und dadurch kaum spielbar war, wurde im Jahr 1717 der Orgelbauer Nied aus Oberlauringen mit dem Bau einer neuen Orgel beauftragt. Diese musste im Jahr 1817 sowie ein weiteres Mal im Jahr 1830 repariert werden. Im Jahr 1915 wurde die Orgel wegen Unbrauchbarkeit abgebrochen; einzelne Bauteile mussten zu Kriegszwecken abgeliefert werden. Das Harmonium ging in katholischen Besitz über und befindet sich heute im ehemaligen Rathaus. Die heutige Orgel der evangelischen Kirche wurde im Jahr 1935 von der Firma Holländer aus Feuchtwangen errichtet.
Eine Inschrift über dem Eingang der Sakristei erinnert an deren Anbau im Jahr 1735.
Eine letzte Vergrößerung des Kirchenbaus fand im Jahr 1770 durch den Neubau des heutigen, längeren Langhauses statt; dabei verlor die Kirche den Charakter einer Wehrkirche und nahm ihre heutige Gestalt an. Beim Bau des Langhauses wurde eines der vier Fenster zugemauert und bildet heute den Zugang zum Glockenturm.
Der Hochaltar der evangelischen St. Ägidius-Kirche stand im Chor der alten Kirche und war unter Pfarrer Gottfried Wiedemann im Jahr 1790 angeschafft worden. Bereits 60 Jahre später wurde der Altar schadhaft und konnte erst nach umfangreicher Korrespondenz mit den Behörden instand gesetzt werden. Die klassizistische Ausstattung des Altars stammt aus den 1860er Jahren. Im Jahr 1924 kam der Hochaltar in die katholische St.-Ägidius-Kirche.
Die Kirchenstühle und die Kanzel entstanden im 18. Jahrhundert und stammen angeblich aus dem früheren Kloster Bildhausen. Die Inschrift „Anno 1785 Schultheis Melchior Memmel“ lässt auf den Stifter der Bänke schließen. Die Bänke wurden im Jahr 1956 erneuert.
Die Holzkanzel weist Elemente des fränkischen Zopfstils sowie des Schönbornstils auf. An der Kanzel befindet sich ein von Blattgirlanden umrahmtes Bild des heiligen Ägidius; auf dem geschwungenen Deckel der Kanzel hält ein auf Wolken schwebender Engel die zwei Gesetzestafeln in Händen. Bis etwa 1930 sollen sich am Korpus der Kanzel die vier Evangelistensymbole (Engel, Löwe, Stier, Adler) befunden haben.
Eine von einem unbekannten Bildschnitzer angefertigte Holzfigur des heiligen Ägidius befand sich ursprünglich im Langhaus der Kirche. Auch die Ägidius-Figur wurde 1924 in die katholische St.-Ägidius-Kirche übernommen.
In den Jahren 1955 und 1956 fand in Zusammenarbeit mit dem Landesamt für Denkmalpflege eine größere Renovierung der Kirche statt.